# Pilgöljan
Pilgöljan este o arie protejată (arie specială de conservare — SAC, sit de importanță comunitară — SCI) din Suedia întinsă pe o suprafață de 8,8 ha, integral pe uscat.

## Localizare
Centrul sitului Pilgöljan este situat la coordonatele 58°49′03″N 16°24′01″E / 58.8174°N 16.4003°E.

## Înființare
Situl Pilgöljan a fost declarat sit de importanță comunitară în ianuarie 1998 pentru a proteja 1 specie de animale. Situl a fost protejat și ca arie specială de conservare în martie 2011.

## Biodiversitate
Situată în ecoregiunea boreală, aria protejată conține 2 habitate naturale: Mlaștini turboase de tranziție și turbării mișcătoare, Mlaștini alcaline.
La baza desemnării sitului se află o specie protejată de  nevertebrate: Vertigo geyeri.